# Terque
Terque é um município da Espanha, na província de Almería, comunidade autónoma da Andaluzia. Tem 16 km² de área e em 2021 tinha 372 habitantes (densidade: 23,3 hab./km²). Pertence à comarca de Alpujarra Almeriense.